# Kajrat-Akademija Almaty
Kajrat-Akademija Almaty (kazašsky: «Қайрат» футбол клубы) byl kazašský fotbalový klub sídlící ve městě Almaty. Klub byl založen v roce 2010, zanikl v roce 2013. Klub fungoval jako rezervní tým klubu FK Kajrat Almaty.

## Historické názvy
- 2010 – Cesna Almaty
- 2012 – Kajrat-Akademija Almaty

## Sezóny
| Sezóna | Liga           | Pozice | Z  | V  | R | P  | VG | OG | B  | Kazašský pohár | Evropa | Evropa |
| ------ | -------------- | ------ | -- | -- | - | -- | -- | -- | -- | -------------- | ------ | ------ |
| 2010   | Birinši Ligasy | 6.     | 34 | 18 | 5 | 11 | 56 | 34 | 59 | 1/8            |        |        |
| 2011   | Birinši Ligasy | 10.    | 32 | 13 | 4 | 15 | 47 | 50 | 43 | 1/16           |        |        |
| 2012   | Birinši Ligasy | 13.    | 30 | 9  | 9 | 12 | 37 | 41 | 36 | 1/8            |        |        |